# Kai kunstcentrum
Het Kai kunstcentrum is een kunstmuseum in de Estse hoofdstad Tallinn, gericht op hedendaagse kunst. Het museum opende zijn deuren in 2019 en bevindt zich in het Noblessner-gebied van de stad. "Kai" betekent "dok" in het Ests en verwijst naar de maritieme locatie van het centrum. Het is gevestigd in een historische onderzeeërfabriek. Naast kunsttentoonstellingen biedt het centrum ook diverse eetgelegenheden en ruimtes voor culturele evenementen. Sinds 2023 huisvest het ook een afdeling van de Sõprus-bioscoop. Het Kai kunstcentrum wordt beheerd door de Estonian Contemporary Art Development Center (ECADC).